# Il fanatico burlato
Il fanatico burlato (El fanático burlado en español) es un drama jocoso en dos actos con música de Domenico Cimarosa y libreto en italiano de Francesco Saverio Zini. Se estrenó en el Teatro del Fondo de Nápoles, Italia en la primavera de 1787. Posteriormente fue revisado y traducido al alemán y puesto en escena como Der adelsüchtige Bürger en Mannheim en el año 1791.